# Cordulegaster jinensis
Cordulegaster jinensis är en trollsländeart som beskrevs av Zhu och Han 1992. Cordulegaster jinensis ingår i släktet Cordulegaster och familjen kungstrollsländor. Inga underarter finns listade i Catalogue of Life.